# Dłusko, Distrito de Wałcz
Dłusko [pronunciación en polaco: /ˈdwuskɔ/] (hasta que 1945 en alemán: Blankenhagen bei Teschendorf) es un pueblo ubicado en el distrito administrativo de Gmina Człopa, dentro del Distrito de Wałcz, Voivodato de Pomerania Occidental, en el norte de Polonia occidental. Se encuentra aproximadamente a 6 kilómetros al oeste de Człopa, a 36 kilómetros al suroeste de Wałcz, y a 106 kilómetros al este de la capital regional Szczecin.
Antes de 1772, el área fue parte del Reino de Polonia, hasta fue de 1945 Prusia y Alemania. Para más información sobre su historia, véase el Distrito de Wałcz.
El pueblo tiene una población de 92 habitantes.